# UPA Dance
UPA Dance es el nombre del grupo musical que surgió de la serie televisiva adolescente Un paso adelante que se emitió de 2002 a 2005 en Antena 3.

## Biografía
Sus primeros miembros fueron Beatriz Luengo, Pablo Puyol, Mónica Cruz, Miguel Ángel Muñoz, Silvia Marty y Raúl Peña.
El grupo, como había salido de la serie, tenía que seguir el hilo del argumento de esta. El éxito en antena y el índice de audiencia repercutió en el grupo. Se vendieron más de seiscientas mil copias de su primer CD y hubo llenos totales en plazas, estadios y en los eventos en los que se presentaban. UPA Dance se convirtió en uno de los grupos con mayor éxito en España.
El 22 de abril de 2003 salió a la venta una edición especial, con bonus tracks y canciones remezcladas. Tres meses antes se publicó un DVD con imágenes de la formación del grupo, coreografías de la serie, tomas falsas, entrevistas del grupo en diferentes programas como Espejo público, Sabor a ti, resúmenes de la serie, una galería de fotografías del grupo, videoclips como el de "Morenita" o el making-off del tema "Once Again".
En 2004 Pablo Puyol decide abandonar la serie, con lo que su salida del grupo musical era inevitable. A este le siguieron Silvia Marty, Mónica Cruz y Beatriz Luengo, y solo quedó en la formación original Miguel Ángel Muñoz. Beatriz Luengo y los demás no se alejaron de la serie, sino solo de la banda, salvo Pablo Puyol. Los integrantes de UPA Dance comentaron en diversas ocasiones que el disco era banda sonora de la serie. Lo cierto es que fueron "obligados" por todo un país a llevar a cabo una gira que demandaban los más de setecientos mil discos vendidos hasta entonces, multitudes en las firmas, históricas audiencias y llenos totales en los mayores recintos de España. Este éxito desbordó a sus integrantes.
Con Miguel Ángel Muñoz como único miembro, se decidió dar la oportunidad a nuevos talentos, tanto en la banda como en la serie. Así, Elisabeth Jordán (exparticipante de Popstars y exmiembro de Bellepop) y Edu del Prado se unen al grupo. El álbum no tuvo el éxito obtenido con la formación anterior.
En 2005, Un paso adelante llegó a su fin. Los continuos cambios de horario y día que la serie venía sufriendo supusieron una notable bajada de audiencia. La cadena canceló la serie y el grupo se disolvió.
El éxito de UPA Dance no sólo se restringe a España. En Francia e Italia, así como en parte de Hispanoamérica, fueron reconocidos sin ningún tipo de promoción.

## Componentes

### 2002-2005
- Miguel Ángel Muñoz (04/Jul/1983)
- Pablo Puyol (26/Dic/1975)
- Beatriz Luengo (23/Dic/1982)
- Mónica Cruz (16/Mar/1977)
- Silvia Marty (10/Jul/1980)
- Raúl Peña (21/Mar/1977)

### 2005-2006
- Miguel Ángel Muñoz
- Elisabeth Jordán - Bellepop - Popstars (26/Ago/1983)
- Edu del Prado † (16/Ago/1977 - 24/Jun/2018)
- Dafne Fernández (31/Mar/1985)

### Mayo 2023-¿? (UPA Next Dance)
- Mónica Mara
- Quique González
- Marc Betriu
- Claudia Lachispa
- Marc Soler
- Almudena Salort
- Karina Soro
- Alex Medina
- Nuno Gallego

### Grupos o cantantes en solitario que surgieron con la serie Un Paso Adelante y al poco de desaparecer la serie se disolvieron
- Beatriz Luengo en solitario
  - 2005:"Mi generación"
  - 2006:"BL"
  - 2008:"Carrousel"
  - 2012:"Bela y sus mosquitas muertas"
  - 2018:"Cuerpo y Alma" (#4 en España)

- Miguel Ángel Muñoz en solitario
  - 2004: "Dirás que estoy loco"
  - 2006: "Miguel Ángel Muñoz"

- Pablo Puyol en solitario
  - 2005-2006:"Déjame"

- Edu del Prado en solitario
  - 2008 Edu del Prado
  - 2006 Siento El Calor
  - 1999 Mil Y Una
  - 1997 Edu

## Discografía
| Álbum         | Detalles                                                                                       | Posición en lista                                    | Certificación                             |
| ------------- | ---------------------------------------------------------------------------------------------- | ---------------------------------------------------- | ----------------------------------------- |
| UPA Dance     | - Lanzamiento: 11 de noviembre de 2002 - Discográfica: Globomedia Música - Formato: CD, DVD    | - España: 1                                          | - España: 5× Platino                      |
| UPA Live      | - Lanzamiento: 3 de noviembre de 2003 - Discográfica: Milan Records - Formato: CD, DVD         | - España: 17 (Álbum) - España: 3 (DVD) - Francia: 44 | - España: Oro (Álbum) - España: Oro (DVD) |
| Contigo       | - Lanzamiento: 14 de marzo de 2005 - Discográfica: Milan Records - Formato: CD, DVD            | - España: 5 - Francia: 91                            |                                           |
| Un, Dos, Tres | - Lanzamiento: febrero de 2006 (Francia) - Discográfica: Universal Music Francia - Formato: CD | - Francia: 1 - Suiza: 94                             |                                           |

Coincidiendo con el estreno en Atresplayer de UPA Next se publicará un recopilatorio de toda la carrera musical de UPA Dance. (2022)

## Reencuentro
Atresmedia TV hizo un reencuentro el miércoles 30 de noviembre de 2016 en Antena 3 en El Hormiguero, con Pablo Motos. Participaron: Pablo Puyol, Mónica Cruz, Miguel Ángel Muñoz y Beatriz Luengo.
También hay un proyecto de una serie llamada UPA Next para Atresmedia TV en el año 2022 coincidiendo con los 20 años desde que se estrenó la serie, con casi todo el elenco original de Un paso adelante y todos los alumnos serán actores de entre 18 y 24 años que no salieron en Un paso adelante original.